# Lago Athabasca
O lago Athabasca é um grande lago do Canadá, situado no limite das províncias de Alberta e Saskatchewan. Tem área de 7850 km², comprimento máximo de 283 km, largura máxima de 50 km, e profundidade máxima de 243 m, e é o oitavo maior lago do Canadá.
Minas de urânio e de ouro na margem norte do lago levaram à criação de cidades como Uranium City. As consequências da industrialização e mineração são uma importante causa de contaminação do lago, sobretudo da margem norte.
O lago Athabasca alberga 23 espécies de peixes, tendo o recorde mundial para trutas de lago, com um exemplar capturado pesando 46,3 kg.
Este lago tem dois principais afluentes,  que são: o Rio Athabasca e o Rio Paz que entre eles geram um grande delta bastante raso do Delta Paz-Athabasca. O lago é drenado pelo Rio Escravo.
Nas margens do lago estão localizadas várias cidades, entre as cais destacam-se cidade de Uranium City, Cidade Portage Camsell e cidade Fort Chipewyan.